# Mimosa diplotricha
Mimosa diplotricha es una especie de arbusto perteneciente a la familia de las fabáceas. Es nativa de Brasil, 

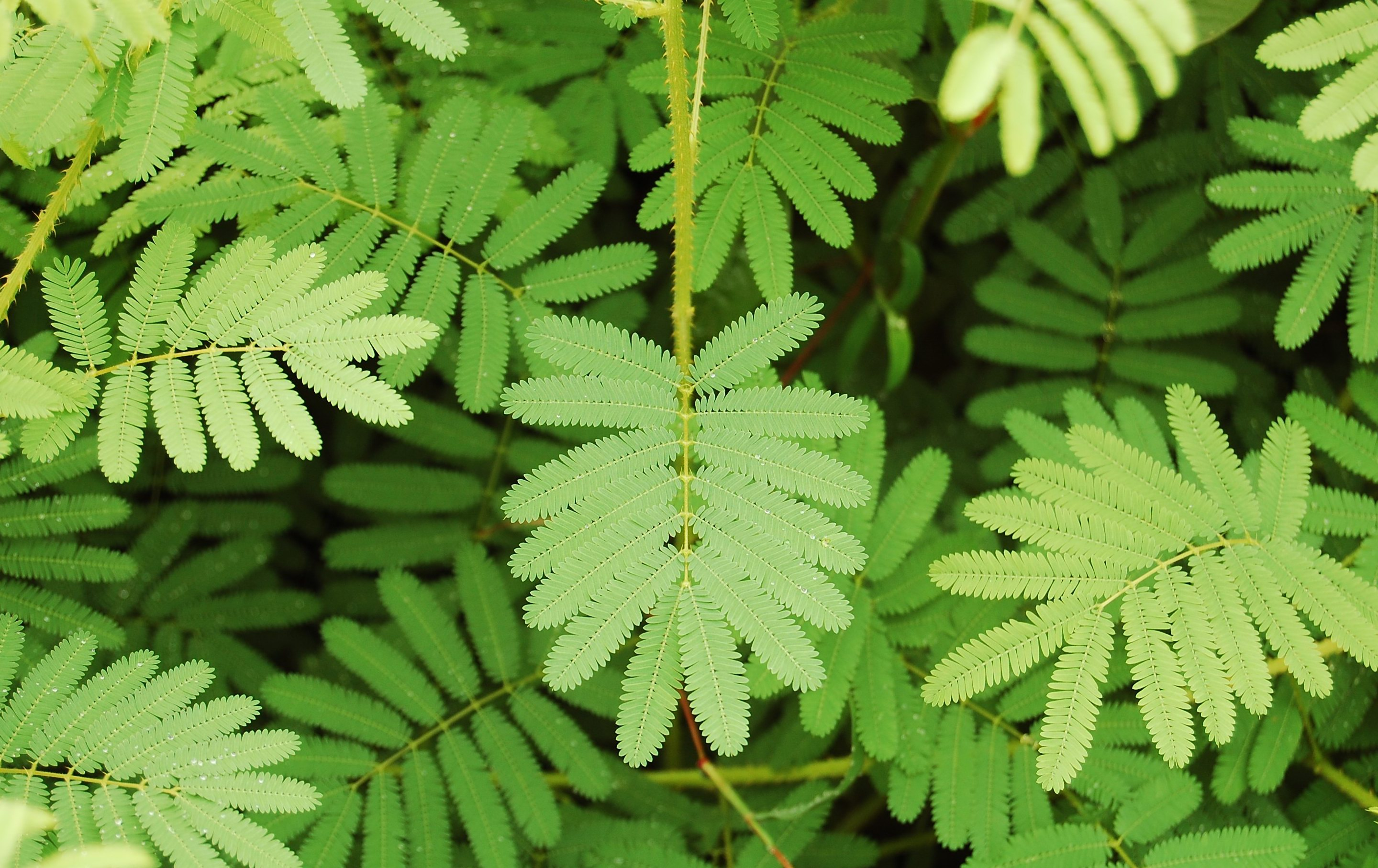
Detalle de las hojas

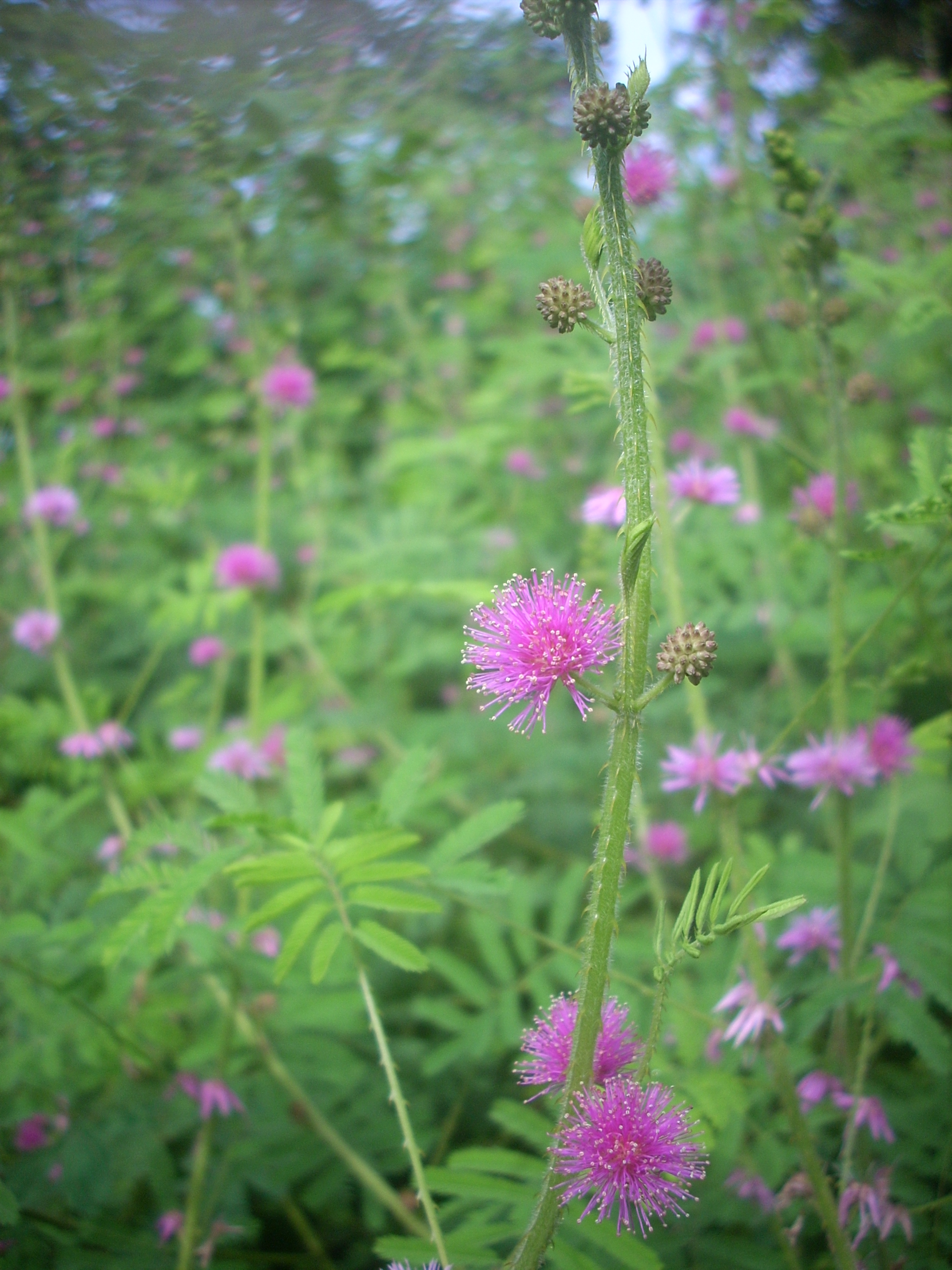
Vista de la planta

## Descripción
Herbáceas a sufruticosas, rastreras o trepadoras, alcanza hasta 1 m de alto, ramas acostilladas, tomentulosas a glabras, con aguijones a lo largo de las costillas. Pinnas 3–5 pares; folíolos 12–20 pares, oblicuamente lineares, 3–5 mm de largo y 1 mm de ancho, ápice agudo, margen espaciadamente ciliado, glabros; pecíolos espinosos, estípulas linear-lanceoladas, glabras. Cabezuelas globosas, axilares y en ramas racemiformes, brácteas 1/4 de la longitud de la corola; cáliz campanulado, 1/6–1/5 de la longitud de la corola, glabro; corola 4-lobada, glabra, rosada; estambres 8. Fruto oblongo, 1–2.5 cm de largo y 4–6 mm de ancho, con 3–5 artículos, ápice apiculado, valvas puberulentas y setosas, margen espinoso, sésil; semillas lenticulares, elípticas, 2.2–3 mm de largo, 1.5–2.3 mm de ancho y 0.8–1 mm de grueso, la testa café-rojiza, la línea fisural 1/3 de la longitud de la semilla.

## Distribución y hábitat
Común, se encuentra en áreas perturbadas de bosques perennifolios, caducifolios y mesófilos, en México, Honduras, El Salvador, Nicaragua, Costa Rica a Colombia, Venezuela, Ecuador, Perú, Paraguay, Argentina, Brasil y en las Antillas. 

## Especie invasiva
Es muy invasiva en las islas del Pacífico, donde se ha introducido en todos los grupos de islas, excepto (hasta ahora) en Tonga. Se introdujo en Niue en 2000, pero un programa de erradicación en curso ha destruido prácticamente todas las apariciones. La planta puede crecer hasta alcanzar los 2 metros de altura y sus espinas grandes y afiladas hacen que sea verdaderamente un invitado no deseado.

## Taxonomía
Mimosa diplotricha fue descrita por Francisco Adolfo Sauvalle y publicado en Anales de la Academia de Ciencias Médicas. .. 5: 405–406. 1869.
Etimología
Mimosa: nombre genérico derivado del griego μιμος (mimos), que significa "imitador"
diplotricha: epíteto latino que significa "con dos tipos de pelos".
Variedades
- Mimosa diplotricha var. diplotricha Sauvalle

Sinonimia
- Mimosa invisa C.Mart.
- Mimosa longisiliqua Lam.
- Morongia pilosa Standl.
- Schrankia brachycarpa Benth.
- Schrankia pilosa (Standl.) J.F.Macbr.	.[4]

var. diplotricha Sauvalle
- Mimosa diplotricha C. Wright